# Haidar Abdel-Shafi
Haidar Abdel-Shafi (em árabe حيدر عبد الشافي‎, também transliterado como Haidar Abdul Shaffi ou Haidar Abd el-Chafi; Gaza, 10 de junho de 1919 – Gaza, 25 de setembro de 2007) foi um médico palestiniano, líder comunitário e político vinculado ao comunismo que encabeçou a delegação palestiniana na Conferência de Madrid, celebrada em 1991.

## Infância
Abdel-Shafi nasceu em Gaza, filho de Sheikh Muheiddin Abdel-Shafi, um dos membros do Alto Conselho Islâmico, a autoridade encarregada de administrar os assuntos dos muçulmanos na Palestina, e um dos guardas dos lugares santos da Gaza e de Hebrom. Abdel-Shafi realizou os seus estudos secundários no colégio árabe de Jerusalém.

## Formação médica e início do compromisso político
Abdel-Shafi estudou medicina na Universidade Americana de Beirute, onde aderiu ao Movimento nacionalista árabe. Diplomado em 1943, trabalhou como médico no hospital municipal de Jafa até ao seu regresso a Gaza, onde em 1945 funda um ramo da Sociedade Médica Palestiniana e participa no I Congresso Médico Palestiniano. Além das suas atividades como médico, participou como suporte médico da guerrilha palestiniana nos confrontos israelo-palestinianos após a resolução das Nações Unidas de 1947, pela qual se estabelecia a partição da Palestina. Ainda mais, durante a primeira guerra árabe-israelense, em 1948, dirigiu um centro de informação médica com o objetivo de atender os 200 000 palestinianos que se refugiaram em Gaza.
Em 1951, foi para os Estados Unidos estudar cirurgia no Hospital de Miami Valley de Dayton (Ohio), a fim de regressar a Gaza e trabalhar como cirurgião para os egípcios no hospital Tal Zahur.

## Carreira política
Desde 1956 participou mais decididamente na política, fazendo parte do Conselho Municipal de Gaza e, entre 1962 e 1964, sendo nomeado presidente do primeiro Conselho Legislativo Palestiniano em Gaza. Além disso, foi membro do primeiro Comité Executivo da Organização para a Libertação da Palestina (OLP), e tornou-se uma das principais figuras da cena política do seu país quando foi designado vice-presidente do primeiro Conselho Nacional Palestiniano (CNP), que se reuniu pela primeira vez em Jerusalém Oriental em 28 de maio de 1964.
Por causa do seu compromisso político, sofreu a repressão israelense em várias ocasiões. Em 1967 foi encarcerado e acusado de ter apoiado as atividades militares da Frente Popular para a Libertação da Palestina (FPLP) de George Habache. Do mesmo modo, e também por causa das suas atividades, foi deportado para o Sinai durante três meses pelos egípcios e posteriormente para o Líbano pelos israelenses em 1970.
Contudo, continuou com o seu ativismo e em 1972 fica no comando do Crescente Vermelho palestiniano.

### Participação nas negociações de paz
Em 1991, Abdel-Shafi foi um dos membros da representação palestiniana que participou na Conferência de Madrid. Devido a que Israel não reconhecia a OLP como interlocutora válida, teve de participar, junto com Saeb Erekat, como membro da delegação jordana. Contudo, terminou criticando, por considerá-los concessões excessivas, alguns dos pontos dos Acordos de Oslo nos quais a delegação palestiniana aceitou princípios de tinha repelido nas conversas de 1991.

## Últimos anos
Abdel-Shafi também denunciou a linha política e determinadas ações que ele considerava corruptas no seio dos poderes palestinianos. Em concreto, criticou a Autoridade Nacional Palestiniana que era presidida por Yasser Arafat. Chegou mesmo a demitir-se do Conselho Nacional Palestiniano (CNP) em 1996 como forma de protesto contra a ausência de luta contra a corrupção no seio da Autoridade Palestiniana, contra a marginalização do papel do Conselho Legislativo Palestiniano (CLP) e contra a ineficácia do CNP no controlo da autoridade legislativa.
Em consequência, foi membro fundador de uma nova organização, de tipo socialista, denominada Iniciativa Nacional Palestina, dirigida por Mustafa Barghouti, que apresentou cadidaturas às eleições legislativas palestinianas de 2006. Além disso, foi considerado politicamente próximo a Faisal Husseini e Hanan Ashrawi.
Haidar Abdel-Shafi morreu de câncer em 25 de setembro de 2007, aos 88 anos de idade.